# Wouter Verstraaten
Wouter Verstraaten (Heeze, 10 maart 1996) is een Nederlands voetballer die als verdediger speelt.
Van 2004 tot 2015 doorliep hij de jeugdopleiding van PSV. In juni 2015 tekende hij voor een seizoen bij FC Eindhoven. Verstraaten maakte zijn debuut in het betaalde voetbal op 18 september 2015 in de met 0-4 gewonnen uitwedstrijd tegen FC Oss. Hij kwam als invaller in het veld voor Ivo Rossen. In 2016 ging hij in de Verenigde Staten voor Pacific Tigers spelen, het team van de University of the Pacific dat uitkwam in de NCAA Division I. Van mei tot augustus 2018 speelde hij op huurbasis voor Portland Timbers U23 in de Premier Development League. Begin 2019 werd hij in een eerste ronde van de draft voor het MLS seizoen 2019 gekozen door Los Angeles FC maar haalde niet het team. Hierna keerde hij terug bij VV Geldrop in de Eerste klasse. In juli 2019 vertrok hij vanwege zijn studie aan de Universiteit van Durham naar Engeland waar hij ook voor Consett AFC in de Northern Football League Division One ging spelen. Vanaf januari 2020 komt hij uit voor South Shields FC in de Northern Premier Football League Premier Division.

## Cluboverzicht
| Seizoen   | Club         | Competitie     | Wedstrijden | Doelpunten |
| --------- | ------------ | -------------- | ----------- | ---------- |
| 2015/2016 | FC Eindhoven | Eerste divisie | 2           | 0          |
| Totaal    |              |                | 2           | 0          |